# 浅尾琢巳
浅尾 琢巳（あさお たくみ、1960年2月23日 - ）は、日本のプロゴルファー。

## 来歴
4歳の時に父親の影響でゴルフを始め、専修大学時代に関東Aブロックリーグ戦最優秀選手に選ばれた延長線で本格的にプロを目指す。
プロ入り後の1984年には美津濃プロ新人で初日に69をマークし、塩田昌宏・大町昭義を抑えて優勝 。
1989年の関東プロでは初日を中嶋常幸・室田淳と共に5アンダー67の首位タイでスタートし、2日目には中嶋と共に大町・須貝昇・長谷川勝治と並んでの3位タイ、3日目には室田と共に森下正美・高橋勝成・羽川豊と並んでの9位タイに着け、最終日にはデビッド・イシイ（アメリカ）、鈴木弘一・羽川・長谷川・湯原信光と並んでの5位タイに入った。
1989年のアコムダブルスではエドアルド・エレラ（コロンビア）とペアを組み、好天に恵まれた初日に泉川ピート&江本光ペア・室田淳&上原宏一ペア・小林富士夫&佐々木久行ペア・川俣明&川俣茂兄弟ペア・板井榮一&天野勝ペアと共に65をマークして5位タイでスタートした。2日目も65をマークして友利勝良&藤井久隆ペア、飯合肇&佐野修一ペア、バリー・レーン&ピーター・ベイカー（イングランド）ペアと並んでの3位タイに着けたが、3日目にはスコア誤記で失格している。
1994年のサントリーオープンを最後にレギュラーツアーから引退し、現在は埼玉県三郷市のインドアゴルフ練習場「ZENGOLF RANGE」三郷店でシミュレーションゴルフレッスンを担当。